# Heel Holland Bakt
Heel Holland Bakt is een Nederlands televisieprogramma van Omroep MAX waarin tien kandidaten strijden om de titel "beste thuisbakker van Nederland". Het werd de eerste drie seizoenen gepresenteerd door Martine Bijl en vanaf het vierde seizoen door André van Duin. De tweekoppige jury bestaat uit banketbakker en patissier Robèrt van Beckhoven en culinair publicist Janny van der Heijden. De eerste aflevering was op 5 juni 2013. 

## Oorsprong en licentie
Het programma vindt zijn oorsprong in het Britse The Great British Bake Off, dat van 2010 tot 2013 uitgezonden werd op BBC Two en later op BBC One (2014-2016) en Channel 4 (2017-heden). Omroep MAX kocht een licentie voor de productie van de Nederlandse variant van BBC Worldwide voor in totaal drie seizoenen. De Benelux-merkrechten van de naam en het logo; alsmede het recht op commerciële exploitatie ligt bij BBCW. Sinds 2017 wordt ook de originele Britse versie in Nederland uitgezonden. Deze wordt jaarlijks in de zomer uitgezonden op NPO 1. In december 2020 werd tevens de Belgische versie (Bake Off Vlaanderen) in Nederland uitgezonden. Deze werd van 15 t/m 24 december elke werkdag uitgezonden op NPO 1. 

## Opzet
Heel Holland Bakt is een wedstrijd om de titel "beste thuisbakker van Nederland". Iedere aflevering heeft een thema. In elke aflevering voeren de kandidaten drie opdrachten uit, waarbij elk baksel binnen een bepaalde tijd af moet zijn:
1. Signatuuropdracht. Bij deze opdracht moeten de kandidaten een klassiek recept bakken, maar ze moeten hier hun eigen draai aan geven.
2. Technische opdracht. Hierbij krijgen de kandidaten een lijst met ingrediënten en een deel van een bepaald recept, en zo moeten ze uit zien te vinden hoe het product dient te worden bereid. Deze opdracht wordt door de jury blind gejureerd. Deze gaat daarom tijdens deze opdracht weg uit de tent, zodat zij niet weten wie wat heeft gemaakt. Dit wordt samen met de uitslag aan ze bekendgemaakt d.m.v. handopsteken.
3. Spektakelstuk. Bij deze opdracht maken de kandidaten een ingewikkelder product, waaraan ze eveneens een eigen draai moeten geven.

In de finale worden alleen opdracht 2 en 3 gedaan, waarbij voor het spektakelstuk voor al het aanwezige publiek iets dient te worden gebakken. Hiervoor krijgen ze meer tijd dan normaal, verspreid over twee dagen. 

## Seizoenen

### Seizoen 1
Het eerste seizoen van Heel Holland Bakt begon op 5 juni 2013, bestond uit acht afleveringen en werd gewonnen door Rutger van den Broek uit Hilversum.

### Seizoen 2
Het tweede seizoen begon op 7 september 2014 en bestond ook uit acht afleveringen. De winnaar van dit seizoen werd Menno de Koning uit Den Haag. De kijkcijfers waren hoog (steeds boven de twee miljoen).

### Seizoen 3
Het derde seizoen begon op 6 september 2015 en had acht afleveringen. Tijdens de uitzendperiode van seizoen 3 kreeg Martine Bijl een hersenbloeding, maar in overleg met de familie bleven de uitzendingen doorgaan. Dit was mogelijk omdat de finale al was opgenomen ten tijde van de hersenbloeding. Door de hersenbloeding kon Bijl echter de voice-over van de finale niet inspreken. Dit heeft jurylid Janny van der Heijden daarom voor haar gedaan. De winnares van het derde seizoen werd Sarena Solari uit Muntendam.

### Seizoen 4
Het vierde seizoen begon op 4 september 2016. Aangezien Martine Bijl nog niet genoeg hersteld was van haar hersenbloeding in 2015 om de opnamen van het vierde seizoen bij te wonen, werd de presentatie overgenomen door André van Duin. Deze zou aan Bijl teruggegeven worden wanneer zij daar klaar voor was. Ze zal echter nooit meer terugkeren. Martine Bijl overleed op 30 mei 2019.
De winnaar van dit seizoen werd Annemarie Pronk uit Den Haag. In dit seizoen werd voor het eerst ook iedere week een nabeschouwing uitgezonden onder de titel Smaakt naar meer (gebaseerd op The Great British Bake Off: An Extra Slice). Hierin bespreekt Van Duin met drie bekende Nederlanders de aflevering van die week. De kandidaat die is afgevallen komt ook langs voor een terugblik op zijn of haar deelname. Er wordt geproefd van taarten of andere baksels die door mensen uit het publiek zijn gebakken.

### Seizoen 5
Het vijfde seizoen begon op 3 september 2017. De presentatie van het programma was nogmaals in handen van André van Duin. De winnaar werd Hans Spitsbaard uit Houten.

### Seizoen 6
In tegenstelling tot de voorgaande jaren begon de uitzending van de (negen) afleveringen pas in december, en wel op 9 december 2018. Ook waren de deelnemers nog niet bekend voordat de uitzendingen begonnen. Deze werden geselecteerd in de eerste aflevering. Presentator en juryleden bleven ongewijzigd. De winnaar van seizoen 6 werd Anna Yilmaz uit Amersfoort.

### Seizoen 7
Ook het zevende seizoen begon in december, om precies te zijn op 15 december 2019. Dit seizoen had ongeveer dezelfde opzet als het vorige seizoen, namelijk dat in de eerste aflevering de deelnemers werden geselecteerd. Presentator en juryleden bleven ongewijzigd. In tegenstelling tot voorgaande drie seizoenen presenteert André van Duin dit seizoen de nabeschouwing niet zelf. Dit seizoen is er een nieuw napraatprogramma, Doorbakken, dat wordt gepresenteerd door Irene Moors. Dit programma vervangt het programma "Smaakt naar meer", dat de voorgaande drie seizoenen werd gepresenteerd door André van Duin zelf. Dit programma werd in het voorjaar van 2019 geschrapt omdat het te weinig jonge kijkers trok. Irene Moors verving Van Duin als presentator vanwege ziekte en overlijden van zijn echtgenoot Martin Elferink. Van Duin bleek de nabeschouwing namelijk niet zelf te kunnen presenteren omdat hij meer tijd wilde hebben om bij zijn echtgenoot te kunnen zijn. De winnaar van seizoen 7 werd Anouk Glaudemans uit Waalwijk.

### Seizoen 8
Het achtste seizoen startte op zondag 27 december 2020. Presentator en juryleden bleven ongewijzigd. Het programma Doorbakken werd dit jaar weer door Van Duin zelf gepresenteerd en was elke woensdag op NPO 1 te zien na de aflevering van Heel Holland Bakt op zondag. In de zesde aflevering was Eric ziek, dus waren er vier in plaats van vijf bakkers in de tent. Op het einde van de aflevering ging er ook niemand uit, de exit werd verplaatst naar week 7, waarin Eric wel weer aanwezig was en vond die week tegelijk met de exit van week 7 plaats. Aan het einde van die aflevering vielen er daarom twee bakkers af, Sabine en Ellen. De winnaar van seizoen 8 werd Elizabeth Lopez uit Spijkenisse.

### Seizoen 9
Het negende seizoen werd in tegenstelling tot de voorgaande seizoenen niet in het najaar of in de winter van 2021 uitgezonden, maar in het voorjaar van 2022. Het startte op 12 maart. Dit was omdat in de oorspronkelijke uitzendperiode de special Heel Holland Bakt Nog een keer werd uitgezonden. Het werd bovendien niet op zondagavond, maar op zaterdagavond uitgezonden omdat op zondagavond Boer zoekt Vrouw werd uitgezonden. In aflevering 2 van dit seizoen vierde André van Duin zijn 75e verjaardag. De tent was feestelijk versierd en er stond een paard in de tent (een verwijzing naar de carnavalskraker Er staat een paard in de gang). Van Duin mocht zelf uitkiezen wat de kandidaten gingen bakken en hij mocht zelf ook het spektakelstuk, de "André-taart" beoordelen. Op 26 maart 2022 was er geen uitzending in verband met de voetbalwedstrijd Nederland - Denemarken. Tijdens dit seizoen werd het napraatprogramma Doorbakken op 10 en 17 april 2022 twee weken lang gepresenteerd door Sybrand Niessen omdat André van Duin ziek was en daardoor de opnames van deze twee afleveringen moest missen. Hiermee was dit de tweede keer dat Van Duin verstek moest laten gaan bij dit programma na seizoen 7. De winnaar van seizoen 9 werd Enzo Pérès-Labourdette.

### Seizoen 10
Het tiende seizoen werd weer in de winter uitgezonden (2022/2023) en ook weer zoals gebruikelijk op de zondagavond. Het seizoen begon met een feestelijke jubileumaflevering vanwege het tienjarig bestaan van het programma. Het napraatprogramma Doorbakken werd tijdens dit seizoen niet op TV uitgezonden, maar op NPO Start, direct na elke uitzending. In de halve finale waren jurylid Janny van der Heijden en kandidaat Zineb wegens ziekte afwezig. Hierdoor was Robert van Beckhoven alleen en waren er slechts drie bakkers. Van der Heijden beoordeelde de baksels op afstand via een videoverbinding en proefde deze thuis. Hiervoor werden deze bij haar langsgebracht. Omdat ook kandidaat Zineb ziek was, viel er niemand af, alle kandidaten gingen door naar de finale. Hierdoor werd de finale voor het eerst met vier kandidaten gedaan in plaats van drie. De winnaar werd Mercedes Roggen uit Hoek van Holland. Zij kreeg een trofee van chocolade die door Robèrt van Beckhoven was gemaakt.

### Seizoen 11
Seizoen 11 startte op 28 januari 2024. Tijdens dit seizoen kon André van Duin wegens ziekte de halve finale niet presenteren. De juryleden Robert van Beckhoven en Janny van der Heijden presenteerden deze daarom zelf. De winnaar werd Aruna Sitaram.

### Seizoen 12
Seizoen 12 startte al op 27 oktober 2024. Hiermee is 2024 het eerste jaar waarin twee seizoenen werden uitgezonden. Deze eerdere start was een verzoek van de NPO vanwege haar uitzendschema. Hierdoor had het programma dit seizoen voor het eerst een Sinterklaasaflevering. Elise won in een finale met drie vrouwen.

## Heel Holland Bakt Kerst
In 2015 is er een driedelige kerstversie van Heel Holland Bakt uitgezonden met de naam Heel Holland Bakt Kerst. De vaste opzet van het programma bleef hierbij hetzelfde maar de baksels hebben allemaal een kerst- of winterthema. De kandidaten voor deze reeks afleveringen waren de nummers 2, 3 en 4 van seizoenen 1, 2 en 3. Ondanks de hersenbloeding van Martine Bijl heeft ze alsnog de voice-over gedaan voor de kerstafleveringen. De winnaar van Heel Holland Bakt Kerst werd Michiel Sloff, die deelnam aan het derde seizoen van Heel Holland Bakt. Ook in 2024 was er een kerstspecial onder dezelfde titel waarin 4 duo's met BN'ers streden om het beste bakduo. Deze kerstspecial, die op Kerstavond werd uitgezonden, werd gewonnen door Guus en Manon Meeuwis.  

## Heel Holland Bakt Kids
In 2020 wordt voor het eerst ook een kinderversie van dit programma uitgezonden onder de naam Heel Holland Bakt Kids. Hierin doen zes kinderen met een ouder mee. Het eerste seizoen van Heel Holland Bakt Kids begon op 3 oktober 2020. Sindsdien wordt deze kinderversie jaarlijks uitgezonden in en rond de maand oktober. Het wordt in tegenstelling tot het gewone Heel Holland Bakt uitgezonden op NPO Zapp (op NPO 3) en niet op zondagavond, maar op zaterdagavond. De eerste twee seizoenen werd het programma door Andre van Duin gepresenteerd. In het derde seizoen werd de presentatie overgenomen door Edson da Graça, en vanaf het vierde seizoen door Plien van Bennekom.
De recepten van de baksels zijn te vinden op de site van NPO Zapp.
In Heel Holland Bakt Kids worden alleen opdracht 2 en opdracht 3 gedaan, de technische opdracht en het spektakelstuk. De technische opdracht wordt in Heel Holland Bakt Kids in tegenstelling tot het gewone Heel Holland Bakt individueel gedaan. Alle deelnemers moeten achter elkaar binnen een bepaalde tijd een opdracht doen, zoals chocolade spuiten op bonbons of cakejes versieren. Om te voorkomen dat hierbij gespiekt wordt, worden alle kinderen geblinddoekt behalve degene die de opdracht moet doen. Zodra iedereen zijn/haar blinddoek (een theedoek) om heeft gedaan testen Van Beckhoven en Van der Heijden of echt niemand iets ziet. Hiertoe voeren zij een korte act op en controleren ze of iemand iets ziet. Zodra alles OK is mag de eerste bakker beginnen met de opdracht. Op deze manier kan iedereen de opdracht doen zonder te weten hoe de anderen dit hebben gedaan. Van Beckhoven en Van der Heijden beoordelen zodra iedereen aan de beurt is geweest wie dit het beste heeft gedaan. Hierbij laat Robert van Beckhoven tevens zien op welke manier hij zelf de opdracht heeft gedaan, dus wat de juiste en ook snelste manier is om deze tot een goed einde te brengen.
In de finale van seizoen 3 kon de opa van kandidaat Fiep het spektakelstuk niet met haar afmaken omdat hij zijn hand brandde. Hiervoor moest hij naar de huisarts gaan. Presentator Edson da Graça maakte daarom het spektakelstuk voor hem af, samen met Fiep. 
Van dit programma wordt sinds 2021 ook de Vlaamse versie uitgezonden op NPO Zapp onder de titel Heel Vlaanderen Bakt Kids. Deze wordt sinds 2021 jaarlijks in de zomer uitgezonden.

## Heel Holland Bakt Nog een keer
In het najaar van 2021 wordt onder de naam Heel Holland Bakt Nog een keer, een extra seizoen uitgezonden. Hierin doen kandidaten uit eerdere seizoenen mee. De opdrachten die voorbij komen zijn geïnspireerd op opdrachten uit de vorige seizoenen van het programma. Halverwege de tweede aflevering verliet Manuela vrijwillig het programma wegens privéomstandigheden. De winnaar van dit extra seizoen werd Gwenn Danis, die deelnam aan het vijfde seizoen van Heel Holland Bakt.

## Opnamelocatie
De eerste vier seizoenen werd het programma opgenomen in de tuin van Kasteel Broekhuizen nabij het Utrechtse Leersum. Vanaf het vijfde seizoen wordt het programma opgenomen in de tuin van Kasteel Maarsbergen, omdat Kasteel Broekhuizen zou worden omgebouwd tot hotel. De opnames worden elk jaar in de zomer gemaakt.

## Overtreding Mediawet
Op 17 maart 2015 legde het Commissariaat voor de Media Omroep MAX een boete op van 162.000 euro wegens overtreding van het zogenaamde dienstbaarheidsverbod uit de Mediawet, omdat Ahold en bol.com op grond van een licentieovereenkomst met BBC Worldwide tijdens het tweede seizoen een lijn van Heel Holland Bakt-producten aanboden. Het CvdM rekende het Omroep MAX aan dat die de overtreding van de Mediawet mogelijk had gemaakt door het woord- en beeldmerkrecht zonder beperkingen over te dragen aan BBC Worldwide. Nadat Omroep Max bezwaar had gemaakt, werd de boete verlaagd naar 145.800 euro. Hierna volgde een rechtszaak waarbij op 17 januari 2017 Omroep MAX in het gelijk werd gesteld. Volgens de rechtbank was het voor Omroep MAX "redelijkerwijze niet voorzienbaar dat zij met haar handelen of nalaten zich schuldig zou maken aan verboden dienstbaarheid". Het CvdM ging niet in hoger beroep tegen deze uitspraak.

## Prijzen
In 2019 won het programma de Televizier-Ster Digital Impact op het Gouden Televizier-Ring Gala, voor de digitale aspecten zoals de app die naast het programma wordt gemaakt.

## Boeken
Bij elk seizoen wordt een seizoensboek uitgegeven met daarin de recepten van de baksels uit het programma. Deze recepten verschijnen na elke aflevering ook op de site van het programma. In het kader van het 10e seizoen in 2023 werd een jubileumboek, Het beste uit 10 jaar Heel Holland Bakt, uitgegeven met recepten uit de voorbije 10 seizoenen. 